# Churchill Babington
Churchill Babington ( /ˈbæbɪŋtən/ ; 11 maart 1821 - 12 januari 1889) was een Engelse klassieke geleerde, archeoloog en natuuronderzoeker. Hij diende als rector van Cockfield, Suffolk. Hij was een neef van Cardale Babington.

## Biografie
Hij werd geboren in Rothley Temple, in Leicestershire, als enige zoon van Matthew Drake Babington. Hij was een telg van de familie Babington. Hij kreeg eerst onderwijs van zijn vader en studeerde daarna bij Charles Wycliffe Goodwin, de oriëntalist en archeoloog. In 1839 volgde hij zijn neef, Cardale, naar St John's College, Cambridge en studeerde af in 1843, zevende in de eerste klas van de klassieke tripos en een senior optime. In 1845 ontving hij de Hulsean-prijs voor zijn essay The Influence of Christianity in promoting the Abolition of Slavery in Europe. In 1846 werd hij gekozen voor een fellowship en nam hij orders aan. Hij ging naar de graad van M.A. in 1846 en D.D. in 1879. Van 1848 tot 1861 was hij vicaris van Horningsea, nabij Cambridge, en van 1866 tot aan zijn dood was hij vicaris van Cockfield in Suffolk. Van 1865 tot 1880 bekleedde hij het Disney-hoogleraarschap archeologie in Cambridge. In zijn lezingen, geïllustreerd aan de hand van zijn eigen collecties munten en vazen, behandelde hij voornamelijk Grieks en Oud-Romeins aardewerk en numismatiek.
Babington schreef over verschillende onderwerpen. Zijn vroege bekendheid met het plattelandsleven gaf hem een voorliefde voor natuurlijke historie, vooral botanie en ornithologie. Hij was ook een autoriteit op het gebied van conchologie. Hij was een van de weinigen die de met uitsterven bedreigde eskimowulp in Engeland vastlegde. Hij was de auteur van de bijlagen over plantkunde (gedeeltelijk) en ornithologie in Potter's History and Antiquities of Charnwood Forest (1842). In 1853 werd hij verkozen tot Fellow van de Linnean Society.
Zijn familie was verbonden met die van de Macaulays en hij schreef Mr Macaulay's Character of the Clergy (1849), een verdediging van de geestelijkheid van de 17e eeuw, die de goedkeuring kreeg van Gladstone. Hij bracht ook de editio princeps uit van de toespraken van Hypereides tegen Demosthenes (1850). Het was door zijn uitgave van deze toespraken van de papyri die in 1847 en 1856 in Thebe (Egypte) werden ontdekt, dat Babington's faam als Griekse geleerde werd gemaakt.
In 1855 publiceerde hij een uitgave van Benefizio della Morte di Cristo, een opmerkelijk boek uit de Reformatieperiode, toegeschreven aan Paleario, waarvan bijna alle exemplaren door de inquisitie waren vernietigd. Babington's editie was een facsimile van de editio princeps die in 1543 in Venetië werd gepubliceerd, met een inleiding en Franse en Engelse versies. Hij was ook redacteur van de eerste twee delen van Higden's Polychronicon (1858) en Bishop Pecock's Represser of Overmuch Blaming of the Clergy (1860); Inleidende lezing over archeologie (1865); Roman Antiquities found at Rougham (1872); Catalogue of Birds of Suffolk  (1884-1886); Flora of Suffolk (met WM Hind, 1889), enz. Ik heb de klassieke manuscripten gecatalogiseerd in de Universiteitsbibliotheek en de Griekse en Engelse munten in het Fitzwilliam Museum.
Hij stierf aan reumatische koorts en werd alleen overleefd door zijn weduwe, dochter van kolonel John Alexander Wilson.